# Ban This Book
Ban This Book (en español: «Prohíbe este libro») es una novela infantil de 2017 de Alan Gratz. Inspirado en una historia viral de Internet de mediados de la década de 2010, habla de la lucha de una estudiante afroestadounidense de Carolina del Norte contra la censura de libros. Publicado en 2017 con críticas positivas, se convirtió en objeto de su propia prohibición en mayo de 2024 en un distrito escolar del Florida.

## Sinopsis
Amy Anne Ollinger, una estudiante afroestadounidense de cuarto grado de Carolina del Norte, visita la biblioteca de su escuela para pedir prestado su libro favorito, From the Mixed-Up Files of Mrs. Basil E. Frankweiler, una novela de E. L. Konigsburg. La bibliotecaria, la Sra. Jones, le dice que no puede porque el presidente de la asociación de padres de la escuela lo prohibió a instancias de los padres de un compañero de clase. En respuesta a la prohibición y otras similares, crea la «Biblioteca de casilleros de libros prohibidos», pero su descubrimiento lleva a su suspensión y al despido de la Sra. Jones. El incidente inspira a Ollinger y a sus compañeros de estudios, incluido el hijo del presidente de la asociación de padres, a emprender una cruzada contra la censura de libros. Dav Pilkey también hace un cameo en la historia.

## Desarrollo
Una historia viral en Internet sobre una niña católica de secundaria que dirigía una biblioteca de libros prohibidos desde su casillero inspiró la historia de Ban This Book. Aunque más tarde se reveló que era un engaño, Alan Gratz mantuvo la idea y trabajó en la historia durante varios años.

## Recepción
Ban This Book recibió críticas positivas tras su publicación original en agosto de 2017; Jennifer Barnes de Booklist y Laurie Slagenwhite Walters, colaboradora del School Library Journal, lo recomendaron para colecciones de grado medio. Barnes lo llamó «[una] historia inspiradora sobre 'líos buenos' cuyas consecuencias valen la pena». Publishers Weekly dijo que «Gratz ofrece un libro para amantes de los libros que dice mucho sobre el poder de los niños para efectuar cambios a nivel de base». El personal de Kirkus Reviews notó las referencias a títulos reales cuestionados por bibliotecas y lo encontró «artificiales en algunos puntos, polémicos en otros, pero una firme defensa del derecho a leer». El personal del School Library Journal lo incluyó posteriormente en una lista de 2022 de títulos que giran en torno a la censura de libros.

## Censura
En mayo de 2024, el distrito escolar del condado de Río Indio en Florida prohibió el libro en una votación de 3 a 2 después de un desafío de un miembro del grupo conservador Moms for Liberty, una medida anticipada por Gratz en 2017; su voto «anuló la decisión de su propio comité de revisión de libros de distrito de conservarlo». La persona que realizó la apelación—que previamente había hecho presentaciones similares para al menos otros 140 títulos en su biblioteca—acusó el libro por supuesto contenido sexual, mientras que un miembro de la junta de distrito lo llamó «una pieza de propaganda marxista liberal»; Ambos puntos fueron desestimados por Gratz y otro personal del distrito. Como el propio Gratz le diría al Tallahassee Democrat el mes siguiente, los mismos temas discutidos en la historia llevaron a su prohibición, la que consideró «increíblemente irónica». «Parece que saben exactamente lo que están haciendo y están algo avergonzados de lo que están haciendo», dijo, «y no quieren un libro en los estantes que les llame la atención». También comentó sobre esfuerzos recientes similares para eliminar material que contenga temas LGBTQIA+ y sobre personas de color.